# Greta Benitez
Greta Benitez (Curitiba, 1971) é uma poeta brasileira.

## Biografia
Filha da escritora Regina Benitez e do jornalista e crítico de arte Aurélio Benitez, publicou os livros de poemas Rosas Embutidas (edição do autor, 1999) e Café Expresso Blackbird (Landy, 2006).

## Destaques em concursos literários

### 1993
- Imperatriz(Maranhão), com poema Sem título

## 1999
- Descalvado (São Paulo), com o poema Réveillon
- Votorantim (São Paulo), Prêmio Boturati de Poesia, com O Ter e o não Ter
- Roque Gonzales 2º Prêmio Missões(Rio Grande do Sul),com Rosas Embutidas, segundo lugar nacional
- Taba Cultural Editora (Rio de Janeiro), Prêmio edição em 1998, com poema Sem título e em 1999, com O Ter e o não Ter; Estou por um fio e Não devo a ninguém

- Câmara Brasileira de Jovens Escritores (Rio de Janeiro), com Lá Vou Eu
- Paranavaí (Paraná), com Réveillon
- São José dos Pinhais (Paraná)com Meu Herói
- 1ª colocada no prêmio "Cidade de Ponta Grossa", de Ponta Grossa (Paraná), na categoria de poesia moderna, com A Menina Perversa, recebendo no mesmo certame e na mesma categoria a 1ª menção honrosa, com Brinque com um Drinque"
- Finalista no Concurso de Poesias Erik Satie (São Paulo), onde concorreu com Anjo de Emergência, Casa dos Outros e Beleza
- No IV Concurso Nacional de Poesia Francisco Igreja (Rio de Janeiro) , foi convidada a participar da antologia, como finalista, com o poema Rosas Embutidas, da qual não participou por estar com livro do mesmo título a ser lançado.
- No Concurso Internacional Poeta Nuno Álvaro Pereira (Rio de Janeiro), foi finalista tendo concorrido com O Ter e o não Ter, Exata e Meu Herói
- No concurso de contos José Cândido de Carvalho (Niterói - Rio de Janeiro) recebeu menção especial com o conto Rainhas Desesperadas
- Recebeu Menção Honrosa no 5º Concurso de Conto- Tristão dos Valles, promovido pela Associação de Escritores de Bragança Paulista, com o trabalho Rainhas Desesperadas (São Paulo)
- Finalista no I Concurso Prof. Ângelo Magrini Leira, da mesma Associação de Escritores de Bragança Paulista (São Paulo), com Anjo de Emergência.
- Também classificada no 2º Festival Nacional Literário da Abrace- Prêmio Augusto dos Anjos, categoria Senior de poemas livres, com a poesia Soirée
- Selecionada no I Concurso Internacional de Poesia- Clube Pan-Americano e Rotary, de Pelotas- Poema sem título (o que é mais triste...)
- Ganhou o troféu "Prêmio Talento do Paraná", concedido pela Julie&Burk para destaques da área artística do estado.
- Recebeu "Destaque Criatividade" com o poema Feitiço, no concurso Poeta e Radialista Nilo Torres, de Porto Alegre.

### 2000
- Primeira colocada no terceiro Prêmio Missões(Rio Grande do Sul) com Essas Estranhas Mulheres da Cidade e também classificada com Constatação.
- Primeira colocada na 4º etapa do Festival de Poesia do Sindicato dos Escritores do RJ, com Sem Título.
- Classificada no terceiro Concurso Internacional de Poesia Mulheres Emergentes(Minas Gerais), tendo poema incluído na publicação ME especial.
- Teve o poema Réveillon publicado na Seção Nossos Autores, da Secretaria do Estado da Cultura do Paraná.
- Prêmio Jorge de Lima Brasil 500 Anos, concedido ao livro Rosas Embutidas pela Academia Carioca de Letras e União Brasileira de Escritores.
- Os Poemas Réveillon e Comics foram incluídos na Antologia Poética Hélio Pinto Ferreira, da Fundação Cassiano Ricardo, São Bernardo do Campo, São Paulo.
- Classificada no prêmio Modesto de Abreu, da Academia de Letras do Rio de Janeiro com a Trilogia da Eternidade: Anjo de Emergência, Beleza e Pesadelo
- 4° colocada no concurso Poesias Alternativas, São Paulo, com Ninfas Famintas
- 5° colocada no concurso Internacional de Verso e Pesquisa Idalina Aparecida Cotrin (Mogi da Cruzes, São Paulo), com Anjo de Emergência
- Menção Honrosa no 1° Concurso Grandes Nomes da Literatura Brasileira- Editora Phoenix, com Urbana.
- Menção Honrosa no II Prêmio Nacional de Poesia do Clube dos Escritores de Piracicaba, com Urbana.
- Selecionada no 7° Prêmio de Cultura em Prosa e Verso de Piedade(São Paulo), com o poema Troca.
- Classificada no concurso "...E por falar em amor" (São Paulo), com Encontro Clandestino.
- Classificada no Concurso Francisci Igreja, com A Moça do Tempo.
- 3ºlugar no Jornal do Condomínio (São Paulo) com O Dia.

### 2001
- Selecionada para a antologia Marcas do Tempo III, pelo IV Concurso Regional de Poesia de Descalvado(São Paulo), com Anjo de Emergência.
- Menção Honrosa do IV Prêmio Missões(Rio Grande do Sul), com Corselet
- Primeiro, segundo e terceiro lugares em conto no Concurso Poeta Nuno Álvaro Pereira(Valença, Rio de Janeiro), com Paisagem, Café Expresso Blackbird e A Loja de Sapatos, respectivamente. Primeiro lugar em poesia com Corselet.
- Menção Honrosa em Limeira (São Paulo) com Brechó
- Selecionada para participar da Revista UK BRAZI, com A Moça do Tempo
- Menção Especial no XI Concurso Nacional de Poesias "Austregésilo de Athayde", da Academia de Letras e Artes de Paranapuã (Rio de Janeiro) com Brechó
- Destaques em Londres e Cascais.
- Selecionada para a coletânea do II Prêmio Leminsky de Poesias (Lapa, Paraná), com Boteco e Deusa de Papel
- Três poemas, Troca, Brechó e Dias de Sol, selecionados entre os vencedores do Concurso Poemas no Ônibus, da prefeitura de Porto Alegre, Rio Grande do Sul

### 2002
- Mais um poema selecionado para Poemas nos ônibus versão 2002: Casa dos Outros.
- Participa do Fanzine Logo Logos, de Belo Horizonte com Perdas e Ganhos e Troca.
- Ilustra a exposição da artista plástica Patrícia de Castro com Exata
- Participa da agenda Livro da Tribo com Réveillon
- Participa da agenda Arte com Estou pronta...
- Ganha prêmio de edição no III Concurso Grandes Nomes da Nova Literatura Brasileira da Phoenix Editora com Constatação

### 2003
- Premiada no concurso Hélio Pinto Ferreira, promovido pela Fundação Cassiano Ricardo, São Paulo, com Constatação.
- 4º colocada no I Concurso de Poesia José Gonçalves, Rio Grande do Norte, com Alfarrábio.
- Selecionada para participar do Livro da Tribo 2004